# Genzano di Roma
Genzano di Roma este un oraș situat în regiunea italiană Lazio, lângă Roma, pe țărmul Lacului Nemi. Genzano di Roma face parte din Castelele Romane.

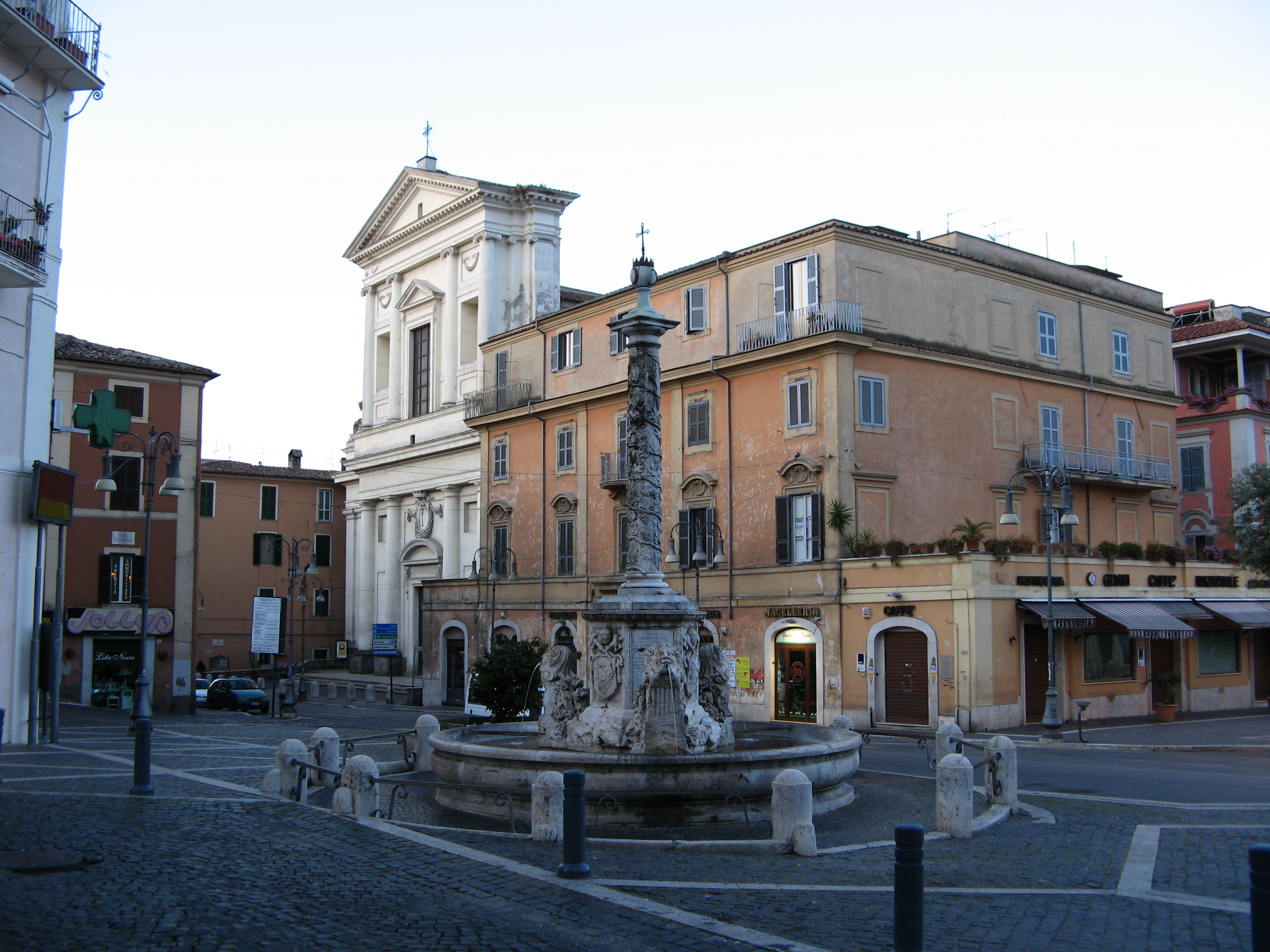
Genzano di Roma - Piaza San Sebastiano

## Demografie
Genzano di Roma - evoluția demografică

|  | Graficele sunt indisponibile din cauza unor probleme tehnice. Mai multe informații se găsesc la Phabricator și la wiki-ul MediaWiki. |

Date: Recensăminte sau birourile de statistică - grafică realizată de Wikipedia

## Localități limitrofe
- Ariccia
- Lanuvio
- Nemi
- Velletri

## Orașe înfrățite
- Châtillon ( Franța)
- Merseburg ( Germania)
- Mokotów ( Polonia)

1. ↑  Superficie di Comuni Province e Regioni italiane al 9 ottobre 2011 (în italiană), Istituto Nazionale di Statistica, accesat în 16 martie 2019